# Reversing falls

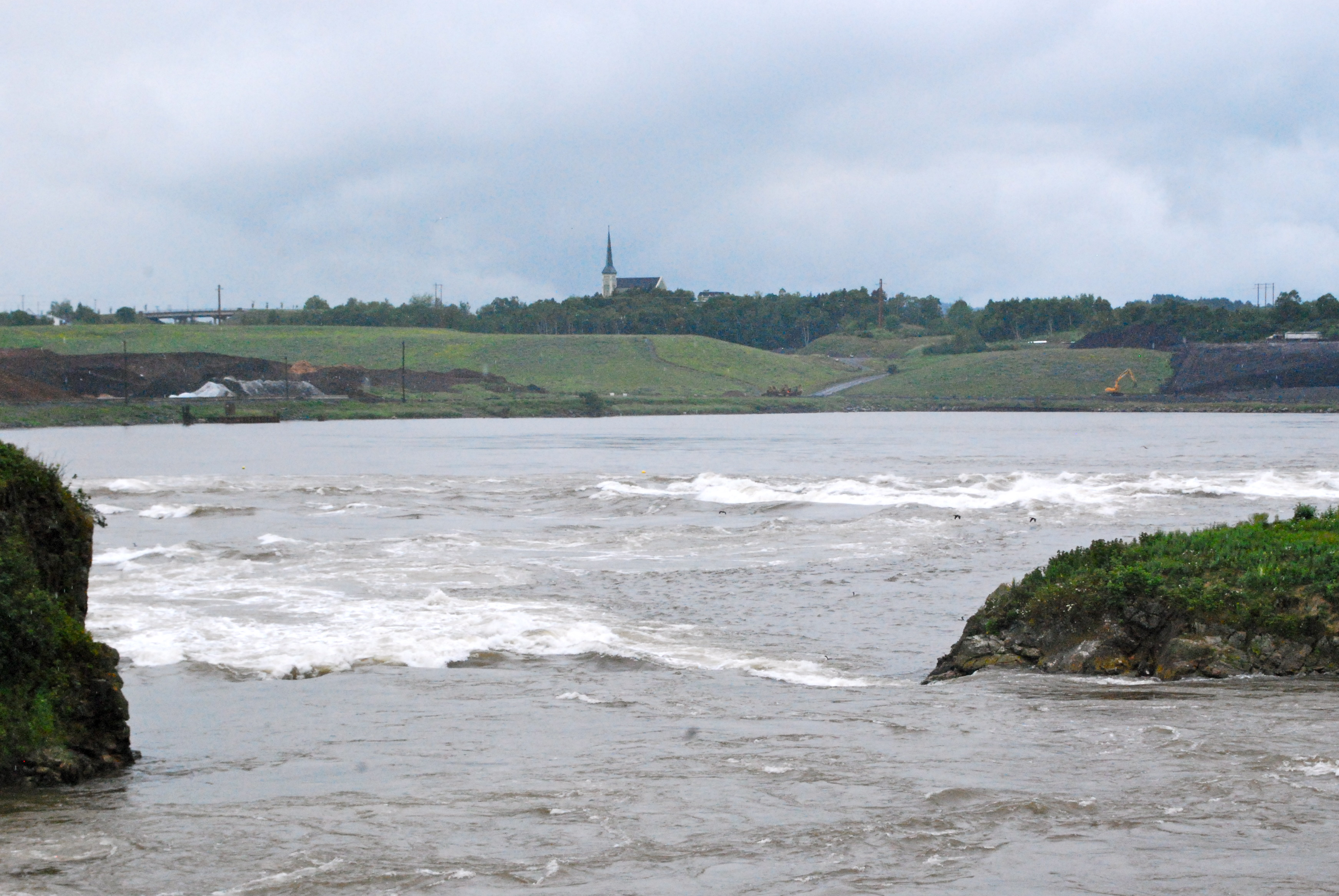
Reversing falls při přílivu

Reversing falls je přílivový fenomén v ústí řeky Saint John, který zde vytváří proudy připomínající vodopády. Nachází se ve městě Saint John, kde tvoří jednu z turistických atrakcí. Proud vody ze zálivu Fundy naráží na protiproud řeky, která zároveň při ústí teče úzkou roklí. Tyto dva jevy v kombinaci vytváří jedinečný fenomén. Při přílivu "vodopády" tečou směrem do řeky, naopak při odlivu se jejich směr změní a tečou směrem do moře. 

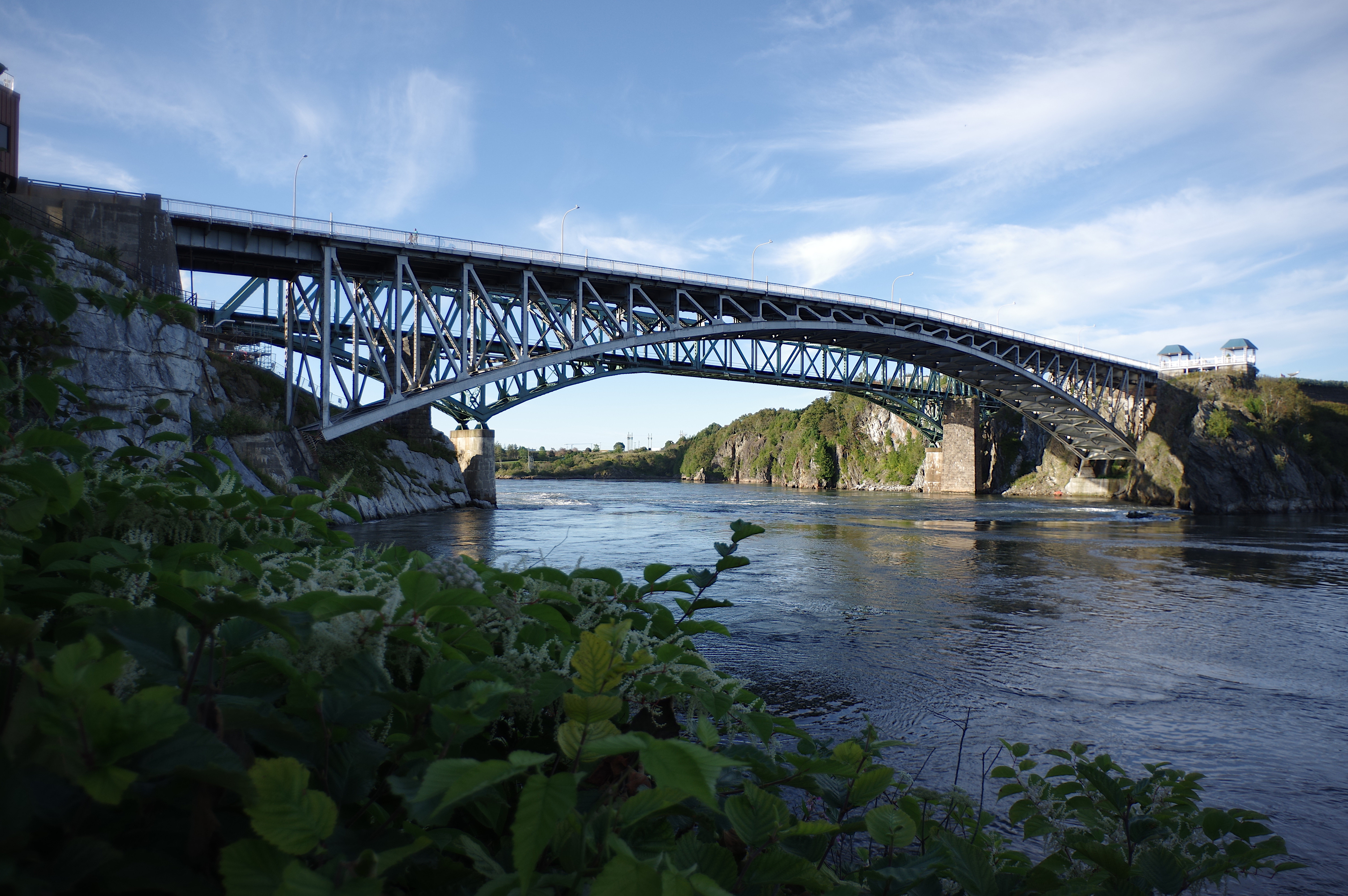
Most Reversing falls

Přílivový proud je v oblasti tak velký, že přinutí řeku téct opačně, při odlivu naopak může proud řeky volně téct, což změní směr "vodopádů". Tento jev tvoří na řece vlny, které vytváří nepříznívé podmínky pro lodní dopravu, i přestože je řeka v úseku hluboká až 25 metrů.
Z tohoto jevu se stala jedna z turistických atrakcí, na břehu řeky stojí informační středisko. Celá atrakce je součástí Geoparku Stonehammer a součástí UNESCO. Přes řeku je postaven silniční most nesoucí stejné jméno. Nahradil tak starší most železniční, postavený v roce 1885.